# Mauregard
Mauregard – miejscowość i gmina we Francji, w regionie Île-de-France, w departamencie Sekwana i Marna.
Na terenie gminy Mauregard znajduje się Port lotniczy Paryż-Roissy-Charles de Gaulle, który jest głównym płatnikiem podatków lokalnych.
Według danych na rok 1990 gminę zamieszkiwało 226 osób, a gęstość zaludnienia wynosiła 26 osób/km² (wśród 1287 gmin regionu Île-de-France Mauregard plasuje się na 975. miejscu pod względem liczby ludności, natomiast pod względem powierzchni na miejscu 442.).